# Divinyls
Divinyls fue una banda de rock australiano formado en Sídney en 1980. La formación de la banda consistió en Christina "Chrissy" Amphlett (Líder de la banda y vocalista) y Mark McEntee (guitarrista líder y principal). Amphlett ocupaba como vestimenta para sus presentaciones, un uniforme escolar y medias de color rojo, a menudo usaba también un tubo de neón iluminado, como un accesorio que la hacía mostrar más agresiva hacia los miembros de la banda y del público. Originalmente, la banda tenía cinco miembros, pero fue sometido a numerosos cambios de alineación con Amphlett y McEntee como miembros principales, antes de separarse en 1996.
En mayo de 2001, la Australasian Performing Right Association (APRA), como parte de las celebraciones de su 75.º Aniversario, reconoció a "Science Fiction" como una de las 30 mejores canciones australianas de todos los tiempos. La banda fue incluida en el Australian Recording Industry Association (ARIA) Salón de la Fama en 2006, y a finales de 2007 Amphlett y McEntee volvieron a reunirse para grabar un nuevo sencillo y comenzar a trabajar en un nuevo álbum. La banda tocó en una serie de conciertos en Austtralia a finales de 2007 y a principios de 2008.
Divinyls han lanzado un total de 5 álbumes de estudio, con cuatro de ellos en los Top 10 en Australia y uno, Divinyls, alcanzando el número 15 en los Estados Unidos. Su sencillo más vendido, "I Touch Myself" (1991) alcanzó el puesto #1 en Australia, el #4 en EE. UU. y el #10 en el Reino Unido, además de formar parte de la BSO de la película "Hechizo de un beso" protagonizada por Meg Ryan y Alec Baldwin en 1992.

## 1980s: Formación y primeros álbumes
Amphlett es la prima de la cantante australiana, Little Pattie, ícono del pop en la década de 1960, y que está estrechamente relacionada con el pionero del rock, Col Joye y su hermano, el líder promotor Kevin Jacobsen. En su autobiografía Pleasure and Pain (2005), Amphlett describe que ella rompió en la escena musical a los catorce años de edad, fue arrestada por realizar Busking cuando tenía diecisiete años en España, y como en sus actuaciones, se basaron en dolor de la infancia.
Amphlett y McEntee (ex-Air Supply) se reunieron en el Teatro de la Ópera de Sídney, donde Amphlett estaba cantando en un concierto en 1980. Se reclutaron Jeremy Paul (ex-Air Supply), Bjarne Ohlin y Richard Harvey, y durante casi dos años se presentaron en bares y clubes en King Cross. El director australiano de cine, Ken Cameron, vio a Divinyls en un club, y les pidió que proporcionaran la banda sonora de Monkey Grip (1982) y donde Amphlett también actuó. El grupo lanzó dos sencillos en EP, "Boys in Town", que alcanzó el puesto #8 en la lista nacional de sencillos, y "Only Lonely". El bajista original Jeremy Paul abandonó la banda antes de que el primer sencillo fuera publicado. Fue reemplazado en el bajo, brevemente, por Ken Firth (ex-The Ferrets) y más tarde por Rick Grossman (ex-Matt Finish). Grossman dejó la banda en 1987 para sustituir a Clyde Bramley en Hoodoo Gurus. A comienzos de 1988, Divinyls redujo a la pareja de fundadores (Amphlett y McEntee) con el aumento de los músicos adicionales cuando grababan sus siguientes sencillos.
Durante la década Divinyls lanzó cuatro álbumes, Monkey Grip Soundtrack por WEA en 1982, Desesperate por Chrysalis Records en 1983, What a Life! en 1985, y Temperamental en 1988. Los últimos dos álbumes también fueron publicados por Chrysalis en los Estados Unidos. Tuvieron mucho éxito en Australia, con sencillos como "Science Fiction" #13 en 1983, "Good Die Young" # 32 en 1984 y "Pleasure and Pain" #11 en 1985. Su representante Vince Lovegrove fue co exvocalista de la década de 1960 de la banda de pop The Valentines con Bon Scott (más tarde AC/DC); Lovegrove había organizado la transferencia de Divinyls desde WEA a Chrysalis y sus primeras giras en los Estados Unidos. Se estableció un club de fanes que, sin embargo, no lograron el éxito comercial suficiente. Divinyls también ha tenido éxitos en Australia con versiones de The Easybeats, "I'll make you happy", y de Syndicate of Sound "Hey Little Boy" ("Hey Little Girl" con el cambio de género) que alcanzó el puesto #25 en 1988. Amphlett se convirtió en una celebridad muy polémica y muy sensible por su desparpajo, también por ser una persona abiertamente sexual y por su humor subversivo en sus letras, actuaciones y entrevistas en los medios de comunicación.

## Discografía

### Álbumes de estudio
- 1981: Monkey Grip
- 1983: Desperate
- 1985: What a Life!
- 1988: Temperamental
- 1991: Divinyls
- 1996: Underworld